# Fornix uteri
De fornix uteri, fornix vaginae, fornix vaginalis of camaroma is het gebied aan het uiteinde van de vagina rondom de baarmoedermond. Het gedeelte aan de voorzijde wordt wel fornix anterior, het grootste gedeelte aan de achterzijde fornix posterior en de zijkanten fornix lateralis.

## Klinische betekenis
De holte van Douglas kan worden bereikt via de fornix posterior. Als er een vermoeden is van vrij vloeistof in de buikholte, kan zo via de vagina met een naald vloeistof uit de holte van Douglas worden gepungeerd.